# Television Personalities
Television Personalities est un groupe de post-punk britannique, originaire de l'Angleterre. Peu connus, ils font l'objet d'un véritable culte de quelques milliers de fans principalement au Royaume-Uni et en Allemagne. Ils sont totalement confidentiels en France, même si certains journalistes français (Jean-Daniel Beauvallet des Inrockuptibles, par exemple) leur ont toujours adressé des critiques favorables.

## Biographie
Nés dans le sillage de la vague punk en 1978 avec leur premier single 14th Floor, les Television Personalities sont dominés par la personnalité de leur chanteur et auteur-compositeur Dan Treacy. Songwriter de premier plan, il cisèle d'imparables mélodies (Smashing Time, Silly Girl, If I Could Write Poetry...) accompagnées de textes à l'ironie mélancolique, qu'il massacre par des arrangements approximatifs. Tout au long des années 1980, les TV Personalities régaleront leur poignée de fans d'albums.
Le premier album des Television Personalities, ...and Don't the Kids Just Love It est publié en 1981. Il reprend plusieurs éléments qui feront le reste de la carrière du groupe : neo-psychedelia, obsession de la jeunesse des années 1960, une attitude lyrique dans la veine camp, et occasionnellement de la pop classique. Leur deuxième album, Mummy Your Not Watching Me [sic], reprend plus d'éléments psychédéliques. Leur troisième album, intitulé They Could Have Been Bigger than the Beatles dénote le sens de l'humour de Treacy ; les TVPs n'ont jamais atteint un grand succès au Royaume-Uni.
Le groupe recevra une offre pour jouer avec le guitariste de Pink Floyd, David Gilmour, à ses dates de concerts britanniques solo en 1984, mais sera jeté. Plusieurs changements de formation s'effectuent pour l'enregistrement du quatrième album (Privilege). Leur album qui suit, Closer to God, est un mélange de pop des années 1960 et d'éléments musicaux plus sombres, dans la veine de The Painted Word. L'album Don't Cry Baby, It's Only a Movie est publié en 1998.
Dan Treacy connaît un sérieux problème de dépendance à l'héroïne qui le conduit à la rue. Entre 1998 et juin 2004, Treacy est incarcéré pour vol à l'étalage à Portland Harbour, Dorset, en Angleterre. Cette expérience l'aidera à se sevrer des drogues,,.
Les Television Personalities effectuent leur retour en 2006 avec l'album My Dark Places. Le groupe repart alors en tournée. En octobre 2011, il est révélé que Treacy est gravement malade après une opération du cerveau. Treacy revient à lui en septembre, mais reste hospitalisé. Son état reste inconnu jusqu'en 2016, période durant laquelle il reste en convalescence et compte peut-être revenir sur la scène musicale.
En 2020, une première biographie, Dreamworld ou la vie fabuleuse de Daniel Treacy de Benjamin Berton, est consacrée au groupe.

## Discographie

### Albums studio
- 1981 - ...And Don't the Kids Just Love It (Rough Trade Records)
- 1982 - Mummy Your Not Watching Me (Whaam! Records)
- 1982 - They Could Have Been Bigger than the Beatles (Whaam! Records)
- 1984 - The Painted Word (Illuminated Records)
- 1990 - Privilege (Fire Records)
- 1992 - Closer to God (Fire Records)
- 1996 - I Was a Mod Before You Was a Mod (Overground Records)
- 1998 - Don't Cry Baby... It's Only a Movie (Damaged Goods Records)
- 2006 - My Dark Places (Domino Records)
- 2007 - Are We Nearly There Yet? (Overground Records)
- 2010 - A Memory Is Better Than Nothing (Rocket Girl Records)
- 2017 - Beautiful Despair (Titres inédits originellement enregistrés entre 1990/1991) (Fire Records)

### Compilations et Albums en public
- 1984 - Chocolat-Art: A Special Tribute to James Last (Concert enregistré au Forum Enger le 20/09/84) (Pastell / Principe Logique)
- 1991 - Camping in France (Concert enregistré le 12 décembre 1985 à Tours) (Overground Records)
- 1995 - Paisley Shirts & Mini Skirts: Live at the Clarendon (Concert enregistré le 22 mai 1980 à Londres) (Overground Records)
- 1995 - Yes Darling, But Is It Art?: Early Singles and Rarities (Compilation de singles et raretés) (Fire Records)
- 1996 - Top Gear (Concert enregistré le 6 avril 1995 à Osaka) (Overground Records)
- 1999 - Part Time Punks: The Very Best of Television Personalities (Cherry Red Records)
- 2019 - Some Kind of Trip: Singles 1990-1994 (Compilation)
- 2020 - Some Kind of Happiness?: Singles 1994-1999 (Compilation)
- 2021 - Another Kind of Trip: Live 1985-1993 (Sessions Live inédites de 21 titres dont 1 chanson jamais enregistrée en studio "Tell Me About Your Drugs") (Fire Records)
- 2025 - Tune in, Turn on, Drop out: Radio Sessions 1980-1993 (Fire Records)